# West Union (Minnesota)
West Union é uma cidade localizada no estado americano de Minnesota, no Condado de Todd.

## Demografia
Segundo o censo americano de 2000, a sua população era de 87 habitantes.
Em 2006, foi estimada uma população de 87, um aumento de 0 (0.0%).

## Geografia
De acordo com o United States Census Bureau tem uma área de
0,9 km², dos quais 0,9 km² cobertos por terra e 0,0 km² cobertos por água. West Union localiza-se a aproximadamente 408 m acima do nível do mar.

## Localidades na vizinhança
O diagrama seguinte representa as localidades num raio de 20 km ao redor de West Union.